# Sea Wolf (videogioco)
Sea Wolf è un videogioco arcade di tipo sparatutto navale, pubblicato nel 1976 dalla Midway Manufacturing e successivamente convertito per Bally Astrocade, Commodore 64 e Commodore VIC-20. Fu il primo videogioco a registrare il record e a usare il termine high score.
Nel 1978 uscì il seguito Sea Wolf II, che è fondamentalmente lo stesso gioco, ma è migliorato esteticamente, in particolare con l'aggiunta dei colori mentre il primo era monocromatico, ed è dotato della modalità a due giocatori in simultanea. Le caratteristiche del seguito sono presenti anche nelle conversioni domestiche di Sea Wolf.

## Modalità di gioco
Lo scenario del gioco è un tratto di mare fisso con l'orizzonte vicino alla cima dello schermo. Navi nemiche di diversi tipi, variabili per dimensioni, velocità e valore in punteggio, attraversano lo schermo orizzontalmente nei due sensi, a diverse altezze, sull'orizzonte o poco più in basso.
Il giocatore le deve colpire lanciando dei siluri che possono essere sparati da una qualsiasi posizione orizzontale alla base dello schermo e viaggiano diritti verso l'alto. Ogni cinque siluri sparati bisogna attendere un breve tempo di ricarica.
Più in basso rispetto alle navi passano allo stesso modo anche delle mine, che rappresentano ostacoli; se il giocatore le colpisce si distruggono, ma non si ottengono punti.
I nemici sono innocui, ma c'è un limite di tempo: lo scopo è fare più punti possibile distruggendo le navi, e se si raggiunge una certa soglia di punteggio si ottiene un prolungamento del tempo.
Il cabinato originale, verticale, è dotato di un controllo a forma di periscopio, che pende dall'alto e può ruotare su sé stesso. Il giocatore, guardando attraverso di esso, vede lo schermo con un mirino e ruotando il periscopio sceglie in quale punto sparare. Su uno dei due manubri del periscopio è presente il pulsante di fuoco. Nel periscopio, grazie a uno specchio, lo schermo che altrimenti è inclinato viene visto diritto davanti a sé.
L'immagine è monocromatica in bianco e nero, ma appare in blu e nero grazie a un rivestimento di plastica trasparente sullo schermo.
Dentro il periscopio sono presenti altri indicatori luminosi che segnalano quanti siluri rimangono e se sono in fase di ricarica.
Sea Wolf fu uno dei primi videogiochi a farsi notare per il vistoso e originale sistema di controllo.
Sea Wolf II funziona con lo stesso principio, ma è dotato di due periscopi affiancati per la modalità a due giocatori. Fa anche uso di vera grafica colorata, comprese diverse tonalità di azzurro del mare; è possibile che sia stato il primo videogioco a utilizzare estensivamente il colore.

## Storia
Sea Wolf venne sviluppato dalla Dave Nutting Associates e fu uno dei primi videogiochi prodotti dalla Midway Manufacturing.
Il gioco arcade fu un successo e vennero prodotte oltre 10 000 unità, una cifra ragguardevole per l'epoca.
Il concetto tuttavia non è originale: Sea Wolf è molto simile ai precedenti giochi elettromeccanici Sea Raider del 1969 e Sea Devil del 1970, prodotti dalla stessa Midway, che a loro volta imitavano Periscope del 1968 della SEGA.

## Conversioni
La Bally Technologies, allora proprietaria della Midway, pubblicò una conversione per la sua console Astrocade nel 1978, nella cartuccia Seawolf and Missile in abbinamento con Missile, una variante dell'arcade Guided Missile sempre della Midway; una riedizione del 1979, molto più rara, utilizza il titolo Seawolf and Bombardier, ma si tratta sempre di Missile.
Nel 1982 la Commodore pubblicò versioni su cartuccia per Commodore 64 e VIC-20.
In tutte le conversioni, a differenza dell'originale, è visibile il sottomarino del giocatore, che si muove orizzontalmente alla base dello schermo e permette di mirare al posto del periscopio. Nella modalità a due giocatori in simultanea i due sottomarini si muovono lungo due linee parallele. Ciascun giocatore ha il proprio punteggio, mentre il tempo è in comune.
La conversione ufficiale del seguito Sea Wolf II fu invece pubblicata dalla Epyx nel 1983 per Atari 8-bit, in una raccolta della serie Arcade Classics che lo abbina a Gun Fight.
Una conversione non ufficiale di Sea Wolf per DOS, realizzata con caratteri di testo, uscì nel 1982.
Sea Wolf ha ispirato anche un'omonima serie di videogiochi arcade a premi iniziata nel 2008.